# تپه آش جو
تپه آش جو مربوط به دوره سلجوقیان است و در شهرستان مریوان، بخش مرکزی، دهستان کوماسی، روستای پیر خضران واقع شده و این اثر در تاریخ ۷ اسفند ۱۳۸۶ با شمارهٔ ثبت ۲۱۵۰۵ به‌عنوان یکی از آثار ملی ایران به ثبت رسیده است.